# Gazprom aréna
Gazprom aréna (rusky Газпром Арена), pro mezinárodní zápasy Stadion Sankt-Peterburg (Стадион «Санкт-Петербург»), je víceúčelový stadion sloužící zejména pro fotbal na Krestovském ostrově v Petrohradě. Pojme 64 287 diváků a při koncertech až 80 000 diváků. Domácí zápasy zde hraje fotbalový klub Zenit Petrohrad. Slavnostně otevřen byl v roce 2017.
Stadion navržený japonským architektem Kišó Kurokawou je postaven na místě bývalého Kirovského stadionu, který byl zbořen v září 2006. Dokončení bylo odkládáno, původní plán dokončení do prosince 2008 byl posunut na konec roku 2011 a později na rok 2017, kdy byl stadion slavnostně otevřen.
Krestovský stadion byl jeden ze stadionů, které hostily Konfederační pohár FIFA 2017 a Mistrovství světa ve fotbale 2018. V roce 2021 se na stadionu hrály zápasy Mistrovství Evropy ve fotbale 2020. V roce 2022 se zde mělo odehrát finále Ligy mistrů 2021/22, ale kvůli ruské invazi na Ukrajinu UEFA změnila místo konání a finále se odehrálo na Stade de France.
Na stadionu se 16. prosince 2018 v rámci Channel One Cup odehrál hokejový zápas mezi Ruskem a Finskem (5:0). Podle údaje organizátorů utkání přihlíželo 81 tisíc diváků, což je evropský rekord návštěvnosti.